# Alburnus chalcoides
Az Alburnus chalcoides a sugarasúszójú halak (Actinopterygii) osztályának pontyalakúak (Cypriniformes) rendjébe, ezen belül a pontyfélék (Cyprinidae) családjába tartozó faj.

## Előfordulása
A fő elterjedési területe a Kaszpi-tenger és ennek brakkvizei, ahonnét ívás idején a Kura és Terek, ritkábban a Volga és Urál folyókba úszik fel. Egyik alfaja, az Alburnus chalcoides derjugini a Fekete-tengerbe ömlő folyókban él, a Krímtől Batumiig. Számos alfaja megkapta a faj rangot, ilyen például az állas küsz (Alburnus mento), amely korábban Alburnus chalcoides mento volt.

## Megjelenése
Átlagos testhossza 15-30 centiméter, de elérheti a 40 centiméteres hosszúságot is. 57-70 kicsi pikkelye van az oldalvonala mentén.

## Életmódja
A hal tápláléka állati plankton és rovarlárvák.

## Szaporodása
A törzsalak a tengerben és a brakkvízben él, ahonnét gyakran nagy csapatokban felúszik ívni a folyókba. A vándorlás szeptemberben kezdődik. Május és július között ívik.